# Fed Cup 2012 Zona Americana Gruppo I - Pool B
Il Pool B della Zona Americana Gruppo I nella Fed Cup 2012 è uno dei due pool (gironi) in cui è suddiviso il Gruppo I della zona Americana. Cinque squadre si sono scontrate nel formato round robin. (vedi anche Pool A)
|   | Pool B          | Colombia (bandiera) | Paraguay (bandiera) | Brasile (bandiera) | Venezuela (bandiera) | Bolivia (bandiera) |
| 1 | Colombia (4-0)  |                     | 2-1                 | 2-1                | 3-0                  | 3-0                |
| 2 | Paraguay (3-1)  | 1-2                 |                     | 2-1                | 2-1                  | 3-0                |
| 3 | Brasile (2-2)   | 1-2                 | 1-2                 |                    | 2-1                  | 3-0                |
| 4 | Venezuela (1-3) | 0-3                 | 1-2                 | 1-2                |                      | 3-0                |
| 5 | Bolivia (0-4)   | 0-3                 | 0-3                 | 0-3                | 0-3                  |                    |

## Colombia vs. Venezuela
| Colombia 3 | Graciosa Country Club, Curitiba, Brasile 30 gennaio 2012 terra rossa outdoor | Graciosa Country Club, Curitiba, Brasile 30 gennaio 2012 terra rossa outdoor | Venezuela 0 |     |     |  |
| \| \| \| \| 1 \| 2 \| 3 \| \| \| - \| \| -------------------------------------------------------------------- \| ----- \| --- \| --- \| \| \| 1 \| \| Catalina Castaño Gabriela Paz \| 7 615 \| 7 5 \| \| \| \| 2 \| \| Mariana Duque-Marino Andrea Gámiz \| 6 2 \| 6 2 \| \| \| \| 3 \| \| Catalina Castaño / Mariana Duque-Marino Andrea Gámiz / Adriana Pérez \| 65 7 \| 6 0 \| 6 0 \| \| |                                                                              |                                                                              |             |     |     |  |
| |                                                                              |                                                                              | 1           | 2   | 3   |  |
| 1 | Colombia (bandiera) · Venezuela (bandiera)                                   | Catalina Castaño Gabriela Paz                                                | 7 615       | 7 5 |     |  |
| 2 | Colombia (bandiera) · Venezuela (bandiera)                                   | Mariana Duque-Marino Andrea Gámiz                                            | 6 2         | 6 2 |     |  |
| 3 | Colombia (bandiera) · Venezuela (bandiera)                                   | Catalina Castaño / Mariana Duque-Marino Andrea Gámiz / Adriana Pérez         | 65 7        | 6 0 | 6 0 |  |

## Paraguay vs. Bolivia
| Paraguay 3 | Graciosa Country Club, Curitiba, Brasile 30 gennaio 2012 terra rossa outdoor | Graciosa Country Club, Curitiba, Brasile 30 gennaio 2012 terra rossa outdoor | Bolivia 0 |     |   |  |
| \| \| \| \| 1 \| 2 \| 3 \| \| \| - \| \| ---------------------------------------------------------------------- \| --- \| --- \| - \| \| \| 1 \| \| Montserrat González Belén Rivera \| 6 2 \| 6 1 \| \| \| \| 2 \| \| Verónica Cepede Royg Noelia Zeballos \| 6 1 \| 6 0 \| \| \| \| 3 \| \| Montserrat González / Isabella Robbiani Belén Rivera / Noelia Zeballos \| 6 1 \| 7 5 \| \| \| |                                                                              |                                                                              |           |     |   |  |
| |                                                                              |                                                                              | 1         | 2   | 3 |  |
| 1 | Paraguay (bandiera) · Bolivia (bandiera)                                     | Montserrat González Belén Rivera                                             | 6 2       | 6 1 |   |  |
| 2 | Paraguay (bandiera) · Bolivia (bandiera)                                     | Verónica Cepede Royg Noelia Zeballos                                         | 6 1       | 6 0 |   |  |
| 3 | Paraguay (bandiera) · Bolivia (bandiera)                                     | Montserrat González / Isabella Robbiani Belén Rivera / Noelia Zeballos       | 6 1       | 7 5 |   |  |

## Brasile vs. Paraguay
| Brasile 1 | Graciosa Country Club, Curitiba, Brasile 31 gennaio 2012 terra rossa outdoor | Graciosa Country Club, Curitiba, Brasile 31 gennaio 2012 terra rossa outdoor    | Paraguay 2 |     |   |  |
| \| \| \| \| 1 \| 2 \| 3 \| \| \| - \| \| ------------------------------------------------------------------------------- \| --- \| --- \| - \| \| \| 1 \| \| Vivian Segnini Montserrat González \| 6 0 \| 6 2 \| \| \| \| 2 \| \| Roxane Vaisemberg Verónica Cepede Royg \| 3 6 \| 2 6 \| \| \| \| 3 \| \| Ana-Clara Duarte / Roxane Vaisemberg Verónica Cepede Royg / Montserrat González \| 3 6 \| 4 6 \| \| \| |                                                                              |                                                                                 |            |     |   |  |
| |                                                                              |                                                                                 | 1          | 2   | 3 |  |
| 1 | Brasile (bandiera) · Paraguay (bandiera)                                     | Vivian Segnini Montserrat González                                              | 6 0        | 6 2 |   |  |
| 2 | Brasile (bandiera) · Paraguay (bandiera)                                     | Roxane Vaisemberg Verónica Cepede Royg                                          | 3 6        | 2 6 |   |  |
| 3 | Brasile (bandiera) · Paraguay (bandiera)                                     | Ana-Clara Duarte / Roxane Vaisemberg Verónica Cepede Royg / Montserrat González | 3 6        | 4 6 |   |  |

## Colombia vs. Bolivia
| Colombia 3 | Graciosa Country Club, Curitiba, Brasile 31 gennaio 2012 terra rossa outdoor | Graciosa Country Club, Curitiba, Brasile 31 gennaio 2012 terra rossa outdoor | Bolivia 0 |     |   |  |
| \| \| \| \| 1 \| 2 \| 3 \| \| \| - \| \| ------------------------------------------------------------------------ \| --- \| --- \| - \| \| \| 1 \| \| Yuliana Lizarazo Nabila Farah \| 6 3 \| 7 5 \| \| \| \| 2 \| \| Mariana Duque-Marino Noelia Zeballos \| 6 1 \| 6 0 \| \| \| \| 3 \| \| Catalina Castaño / Mariana Duque-Marino Natalia Davila / Noelia Zeballos \| 6 1 \| 7 5 \| \| \| |                                                                              |                                                                              |           |     |   |  |
| |                                                                              |                                                                              | 1         | 2   | 3 |  |
| 1 | Colombia (bandiera) · Bolivia (bandiera)                                     | Yuliana Lizarazo Nabila Farah                                                | 6 3       | 7 5 |   |  |
| 2 | Colombia (bandiera) · Bolivia (bandiera)                                     | Mariana Duque-Marino Noelia Zeballos                                         | 6 1       | 6 0 |   |  |
| 3 | Colombia (bandiera) · Bolivia (bandiera)                                     | Catalina Castaño / Mariana Duque-Marino Natalia Davila / Noelia Zeballos     | 6 1       | 7 5 |   |  |

## Brasile vs. Venezuela
| Brasile 2 | Graciosa Country Club, Curitiba, Brasile 1º febbraio 2012 terra rossa outdoor | Graciosa Country Club, Curitiba, Brasile 1º febbraio 2012 terra rossa outdoor | Venezuela 1 |     |   |  |
| \| \| \| \| 1 \| 2 \| 3 \| \| \| - \| \| --------------------------------------------------------------- \| ---- \| --- \| - \| \| \| 1 \| \| Beatriz Maia Gabriela Paz \| 63 7 \| 2 6 \| \| \| \| 2 \| \| Vivian Segnini Adriana Pérez \| 6 4 \| 6 1 \| \| \| \| 3 \| \| Vivian Segnini / Roxane Vaisemberg Gabriela Paz / Adriana Pérez \| 6 0 \| 6 3 \| \| \| |                                                                               |                                                                               |             |     |   |  |
| |                                                                               |                                                                               | 1           | 2   | 3 |  |
| 1 | Brasile (bandiera) · Venezuela (bandiera)                                     | Beatriz Maia Gabriela Paz                                                     | 63 7        | 2 6 |   |  |
| 2 | Brasile (bandiera) · Venezuela (bandiera)                                     | Vivian Segnini Adriana Pérez                                                  | 6 4         | 6 1 |   |  |
| 3 | Brasile (bandiera) · Venezuela (bandiera)                                     | Vivian Segnini / Roxane Vaisemberg Gabriela Paz / Adriana Pérez               | 6 0         | 6 3 |   |  |

## Colombia vs. Paraguay
| Colombia 2 | Graciosa Country Club, Curitiba, Brasile 1º febbraio 2012 terra rossa outdoor | Graciosa Country Club, Curitiba, Brasile 1º febbraio 2012 terra rossa outdoor      | Paraguay 1 |     |   |  |
| \| \| \| \| 1 \| 2 \| 3 \| \| \| - \| \| ---------------------------------------------------------------------------------- \| --- \| --- \| - \| \| \| 1 \| \| Catalina Castaño Montserrat González \| 6 1 \| 6 3 \| \| \| \| 2 \| \| Mariana Duque-Marino Verónica Cepede Royg \| 4 6 \| 4 6 \| \| \| \| 3 \| \| Catalina Castaño / Mariana Duque-Marino Verónica Cepede Royg / Montserrat González \| 6 2 \| 6 3 \| \| \| |                                                                               |                                                                                    |            |     |   |  |
| |                                                                               |                                                                                    | 1          | 2   | 3 |  |
| 1 | Colombia (bandiera) · Paraguay (bandiera)                                     | Catalina Castaño Montserrat González                                               | 6 1        | 6 3 |   |  |
| 2 | Colombia (bandiera) · Paraguay (bandiera)                                     | Mariana Duque-Marino Verónica Cepede Royg                                          | 4 6        | 4 6 |   |  |
| 3 | Colombia (bandiera) · Paraguay (bandiera)                                     | Catalina Castaño / Mariana Duque-Marino Verónica Cepede Royg / Montserrat González | 6 2        | 6 3 |   |  |

## Brasile vs. Bolivia
| Brasile 3 | Graciosa Country Club, Curitiba, Brasile 2 febbraio 2012 terra rossa outdoor | Graciosa Country Club, Curitiba, Brasile 2 febbraio 2012 terra rossa outdoor | Bolivia 0 |     |   |  |
| \| \| \| \| 1 \| 2 \| 3 \| \| \| - \| \| ---------------------------------------------------------------- \| ---- \| --- \| - \| \| \| 1 \| \| Beatriz Maia Nabila Farah \| 6 1 \| 6 1 \| \| \| \| 2 \| \| Roxane Vaisemberg Noelia Zeballos \| 6 2 \| 6 1 \| \| \| \| 3 \| \| Ana-Clara Duarte / Vivian Segnini Nabila Farah / Noelia Zeballos \| 7 61 \| 6 1 \| \| \| |                                                                              |                                                                              |           |     |   |  |
| |                                                                              |                                                                              | 1         | 2   | 3 |  |
| 1 | Brasile (bandiera) · Bolivia (bandiera)                                      | Beatriz Maia Nabila Farah                                                    | 6 1       | 6 1 |   |  |
| 2 | Brasile (bandiera) · Bolivia (bandiera)                                      | Roxane Vaisemberg Noelia Zeballos                                            | 6 2       | 6 1 |   |  |
| 3 | Brasile (bandiera) · Bolivia (bandiera)                                      | Ana-Clara Duarte / Vivian Segnini Nabila Farah / Noelia Zeballos             | 7 61      | 6 1 |   |  |

## Paraguay vs. Venezuela
| Paraguay 2 | Graciosa Country Club, Curitiba, Brasile 2 febbraio 2012 terra rossa outdoor | Graciosa Country Club, Curitiba, Brasile 2 febbraio 2012 terra rossa outdoor | Venezuela 1 |     |     |  |
| \| \| \| \| 1 \| 2 \| 3 \| \| \| - \| \| ----------------------------------------------------------------------- \| --- \| --- \| --- \| \| \| 1 \| \| Isabella Robbiani Gabriela Paz \| 3 6 \| 0 6 \| \| \| \| 2 \| \| Verónica Cepede Royg Andrea Gámiz \| 6 4 \| 6 0 \| \| \| \| 3 \| \| Verónica Cepede Royg / Montserrat González Gabriela Paz / Adriana Pérez \| 2 6 \| 6 4 \| 6 3 \| \| |                                                                              |                                                                              |             |     |     |  |
| |                                                                              |                                                                              | 1           | 2   | 3   |  |
| 1 | Paraguay (bandiera) · Venezuela (bandiera)                                   | Isabella Robbiani Gabriela Paz                                               | 3 6         | 0 6 |     |  |
| 2 | Paraguay (bandiera) · Venezuela (bandiera)                                   | Verónica Cepede Royg Andrea Gámiz                                            | 6 4         | 6 0 |     |  |
| 3 | Paraguay (bandiera) · Venezuela (bandiera)                                   | Verónica Cepede Royg / Montserrat González Gabriela Paz / Adriana Pérez      | 2 6         | 6 4 | 6 3 |  |

## Brasile vs. Colombia
| Brasile 1 | Graciosa Country Club, Curitiba, Brasile 3 febbraio 2012 terra rossa outdoor | Graciosa Country Club, Curitiba, Brasile 3 febbraio 2012 terra rossa outdoor | Colombia 2 |     |      |  |
| \| \| \| \| 1 \| 2 \| 3 \| \| \| - \| \| ---------------------------------------------------------------------- \| --- \| --- \| ---- \| \| \| 1 \| \| Vivian Segnini Catalina Castaño \| 6 3 \| 5 7 \| 7 64 \| \| \| 2 \| \| Roxane Vaisemberg Mariana Duque-Marino \| 5 7 \| 0 6 \| \| \| \| 3 \| \| Vivian Segnini / Roxane Vaisemberg Catalina Castaño / Yuliana Lizarazo \| 2 6 \| 3 6 \| \| \| |                                                                              |                                                                              |            |     |      |  |
| |                                                                              |                                                                              | 1          | 2   | 3    |  |
| 1 | Brasile (bandiera) · Colombia (bandiera)                                     | Vivian Segnini Catalina Castaño                                              | 6 3        | 5 7 | 7 64 |  |
| 2 | Brasile (bandiera) · Colombia (bandiera)                                     | Roxane Vaisemberg Mariana Duque-Marino                                       | 5 7        | 0 6 |      |  |
| 3 | Brasile (bandiera) · Colombia (bandiera)                                     | Vivian Segnini / Roxane Vaisemberg Catalina Castaño / Yuliana Lizarazo       | 2 6        | 3 6 |      |  |

## Venezuela vs. Bolivia
| Venezuela 3 | Graciosa Country Club, Curitiba, Brasile 3 febbraio 2012 terra rossa outdoor | Graciosa Country Club, Curitiba, Brasile 3 febbraio 2012 terra rossa outdoor | Bolivia 0 |     |   |  |
| \| \| \| \| 1 \| 2 \| 3 \| \| \| - \| \| ---------------------------------------------------------------- \| --- \| --- \| - \| \| \| 1 \| \| Gabriela Paz Natalia Davila \| 6 0 \| 6 0 \| \| \| \| 2 \| \| Andrea Gámiz Noelia Zeballos \| 6 4 \| 6 4 \| \| \| \| 3 \| \| Gabriela Coglitore / Adriana Pérez Natalia Davila / Belén Rivera \| 6 1 \| 6 1 \| \| \| |                                                                              |                                                                              |           |     |   |  |
| |                                                                              |                                                                              | 1         | 2   | 3 |  |
| 1 | Venezuela (bandiera) · Bolivia (bandiera)                                    | Gabriela Paz Natalia Davila                                                  | 6 0       | 6 0 |   |  |
| 2 | Venezuela (bandiera) · Bolivia (bandiera)                                    | Andrea Gámiz Noelia Zeballos                                                 | 6 4       | 6 4 |   |  |
| 3 | Venezuela (bandiera) · Bolivia (bandiera)                                    | Gabriela Coglitore / Adriana Pérez Natalia Davila / Belén Rivera             | 6 1       | 6 1 |   |  |

## Verdetti
- Colombia ammessa al playoff contro la prima del Pool A (Argentina) per un posto agli spareggi per il Gruppo Mondiale II.
- Venezuela e Bolivia ai playout contro le ultime due del Pool A (Venezuela-Bahamas e Perù-Bolivia) per decidere le due retrocessioni al Gruppo II.